# Aubigny-les-Pothées
Aubigny-les-Pothées é uma comuna francesa na região administrativa de Grande Leste, no departamento Ardenas. Estende-se por uma área de 10,29 km². Em 2010 a comuna tinha 320 habitantes (densidade: 31,1 hab./km²).